# Planchonella glauca
Planchonella glauca är en tvåhjärtbladig växtart som beskrevs av Swenson och Jérôme Munzinger. Planchonella glauca ingår i släktet Planchonella och familjen Sapotaceae. Inga underarter finns listade i Catalogue of Life.